# Syllepte heliochroa
Syllepte heliochroa là một loài bướm đêm trong họ Crambidae.